# 横浜GRITS
横浜GRITS（よこはまグリッツ）は、日本のアイスホッケーチーム。本拠地は神奈川県横浜市。アジアリーグアイスホッケーに所属する。

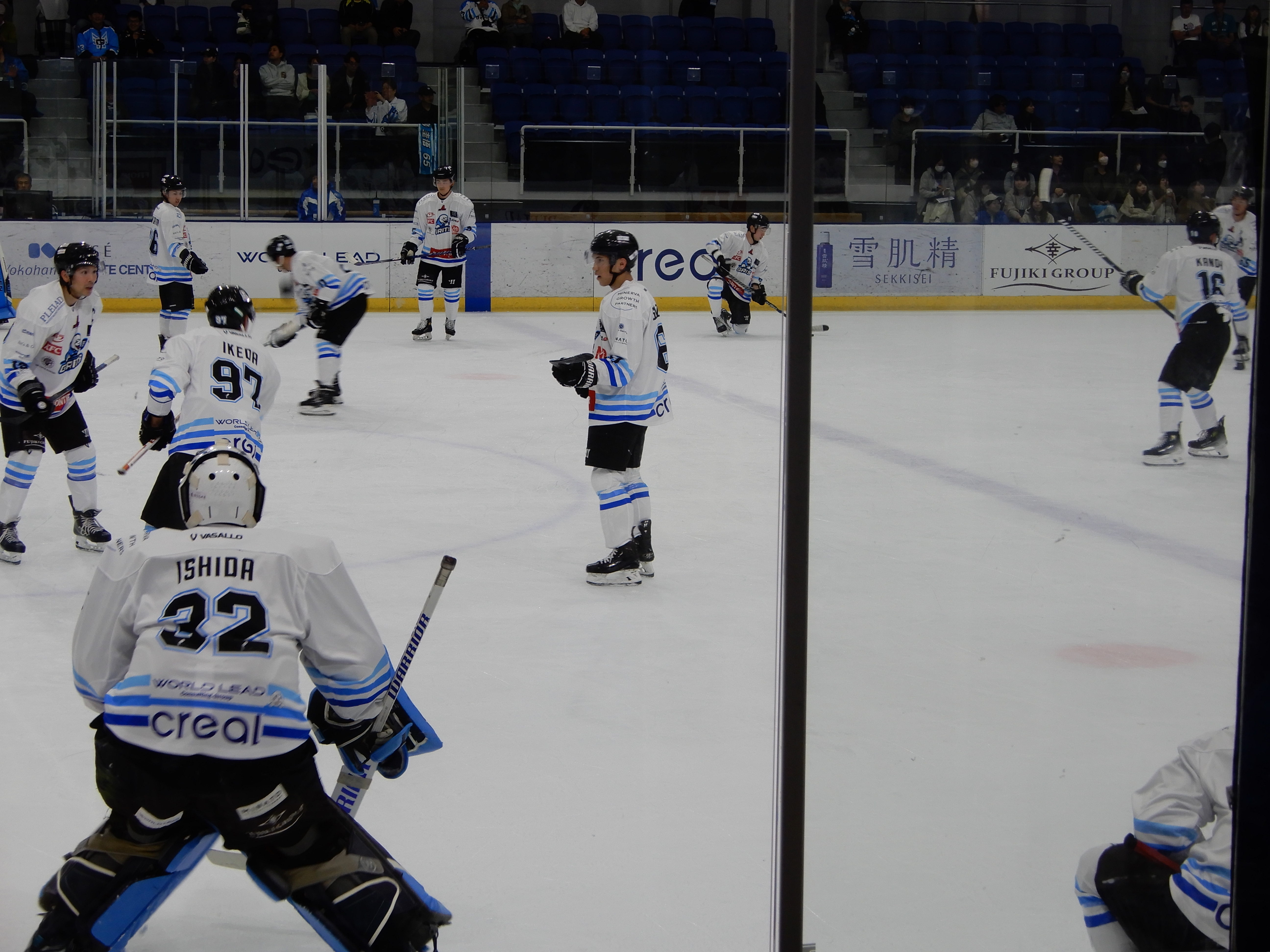
横浜GRITSの選手
（2023年9月17日、新横浜スケートセンターにて）

## チーム概略
臼井亮人ら慶應義塾大学アイスホッケー部OBにより2019年5月発足。運営はGRITSスポーツイノベーターズが行う。ホームリンクはKOSÉ新横浜スケートセンター。チーム名の「GRITS」は「やり抜く力」を意味する。
特色として、プロ選手でありながら会社などでの勤務も並行する「デュアルキャリア」を前面に押し出している。
2020年6月2日、2020-2021シーズンからの日本、韓国、ロシアで構成するアジアリーグアイスホッケーに加盟決定。東京周辺にホームを置くチームとしては2009年廃部のSEIBUプリンス ラビッツ以来12季ぶり。「夢と生きる活力の創造」を目指している。

## 沿革
- 2019年5月 - 発足[1]
- 2020年2月 - 「YOKOHAMA GRITS YOUTUBE CHANNEL」公式YouTubeチャンネル開設
- 2020年6月2日 - 横浜開港の6月2日に合わせてアジアリーグアイスホッケー加盟が発表される。[2]
- 2020年10月10日～12月27日 - 新型コロナ禍で2020-2021年のレギュラーリーグが中止となったが、日本の国内5チーム対抗戦「アジアリーグアイスホッケージャパンカップ2020」（ホーム＆アウェイ方式の4回戦総当たりで勝率を競う）の開催が決定。横浜GRITSの初陣となる[5]。
- 2021年10月30日 - 八戸で行われたアジアリーグアイスホッケージャパンカップにて東北フリーブレイズを2-1で下し、不戦敗・プレシーズンマッチを除く公式戦初勝利を収めた。

## チーム名の由来・発端
チーム名の「GRIT」は「やり抜く力」という意味。
2019年5月に、GRITSスポーツイノベーターズ株式会社 代表取締役で北海道生まれの臼井亮人は「日本のアイスホッケーをメジャーなプロスポーツに。物心ついたころから身近にアイスホッケーがあった自分の青春は競技一筋だった。現在、アイスホッケーだけでは生活がままならないというシビアな現実で多くの才能が埋もれてしまう状況を打開したいために、“アイスホッケー”を、野球、サッカー、バスケットボールに並ぶ、メジャーなプロスポーツにしたい！競技に情熱を注ぐ次世代や現役アスリートたちが、夢をもってプレイできる環境を整えたい」という理由で横浜GRITSを発足した。

## 主な成績

### アジアリーグ
順位()内はリーグ参加チーム数。2020-21は新型コロナ禍で中止。日本の国内5チーム対抗戦「アジアリーグアイスホッケージャパンカップ2020」開催
| 年度      | レギュラーリーグ | レギュラーリーグ | レギュラーリーグ | レギュラーリーグ | レギュラーリーグ | レギュラーリーグ | レギュラーリーグ | レギュラーリーグ | レギュラーリーグ | レギュラーリーグ | レギュラーリーグ | レギュラーリーグ | プレイオフ |
| 年度      | 試合             | 勝利             | 延長勝           | GWS勝            | 引分             | GWS負            | 延長負           | 敗戦             | 得点             | 失点             | 勝点             | 順位             | プレイオフ |
| --------- | ---------------- | ---------------- | ---------------- | ---------------- | ---------------- | ---------------- | ---------------- | ---------------- | ---------------- | ---------------- | ---------------- | ---------------- | ---------- |
| 2020–21   | 10               | 0                | 0                | 0                | 0                | 0                | 0                | 10               | 21               | 59               | 0                | 5（5）           |            |
| 2021–22   |                  |                  |                  |                  |                  |                  |                  |                  |                  |                  |                  |                  |            |
| 2022–23   | 40               | 11               | 2                | 1                | 0                | 0                | 2                | 27               | 98               | 186              | 32               | 5(6)             |            |
| 2023–24   | 32               | 3                | 0                | 1                | 0                | 1                | 1                | 26               | 78               | 144              | 13               | 5(5)             |            |
| 2024-2025 | 32               | 8                | 2                | 0                | 0                | 1                | 3                | 24               | 73               | 107              | 32               | 5(5)             |            |

### 獲得タイトル
なし

## 所属選手・スタッフ

### 現在の所属選手
- 2024-25年シーズン（2024年9月16日）時点

| ゴールテンダー(GK) | ゴールテンダー(GK) | ゴールテンダー(GK) | ゴールテンダー(GK) | ゴールテンダー(GK)    | ゴールテンダー(GK) | ゴールテンダー(GK) |
| #                  | 国                 | 選手名             | キャッチ           | 生年月日              | 出身地             |                    |
| ------------------ | ------------------ | ------------------ | ------------------ | --------------------- | ------------------ | ------------------ |
| 34                 | 日本の旗           | 古川駿             | 左                 | 1996年8月29日（28歳） | 青森県八戸市       |                    |
| 31                 | 日本の旗           | 冨田開             |                    | 1999年5月23日（26歳） | 青森県三沢市       |                    |
| 38                 | 日本の旗           | 小野航平           | 左                 | 1988年7月27日（36歳） | 東京都町田市       |                    |

| ディフェンス(DF) | ディフェンス(DF) | ディフェンス(DF) | ディフェンス(DF) | ディフェンス(DF)      | ディフェンス(DF) | ディフェンス(DF) |
| #                | 国               | 選手名           | ハンド           | 生年月日              | 出身地           |                  |
| ---------------- | ---------------- | ---------------- | ---------------- | --------------------- | ---------------- | ---------------- |
| 2                | 日本の旗         | 在家秀虎         |                  | 1997年1月12日（28歳） |                  |                  |
| 4                | 大韓民国の旗     | キム・ドンファン |                  | 2001年5月19日（24歳） | ソウル           |                  |
| 17               | 日本の旗         | 務台慎太郎       | 左               | 2000年4月20日（25歳） | 長野県下諏訪町   |                  |
| 43               | 日本の旗         | 畑山隆貴         | 左               | 2001年9月17日（23歳） | 北海道釧路市     |                  |
| 52               | 日本の旗         | 松金健太         | 左               | 1994年9月28日（30歳） | 北海道釧路市     |                  |
| 54               | 日本の旗         | 熊谷豪士         | 左               | 1988年8月19日（36歳） | 宮城県仙台市     |                  |
| 65               | 日本の旗         | 蓑島圭悟         | 左               | 1996年8月24日（28歳） | 北海道帯広市     |                  |
| 74               | 日本の旗         | 三浦大輝         | 左               | 1999年9月18日（25歳） | 北海道苫小牧市   |                  |

| フォワード(FW) | フォワード(FW)     | フォワード(FW)       | フォワード(FW) | フォワード(FW)         | フォワード(FW)             | フォワード(FW) |
| #              | 国                 | 選手名               | ハンド         | 生年月日               | 出身地                     |                |
| -------------- | ------------------ | -------------------- | -------------- | ---------------------- | -------------------------- | -------------- |
| 1              | 日本の旗           | 久慈修平             | 右             | 1987年4月27日（38歳）  | 北海道苫小牧市             |                |
| 5              | 日本の旗           | 泉翔馬               | 左             | 1996年5月20日（29歳）  | 北海道苫小牧市             |                |
| 9              | アメリカ合衆国の旗 | アレックス・ラウター |                | 1994年6月17日（30歳）  | ニュージャージー州チャタム |                |
| 12             | 日本の旗           | 運上雄基             | 右             | 1996年11月8日（28歳）  | 長野県長野市               |                |
| 13             | 日本の旗           | 岩本和真             | 右             | 1988年12月20日（36歳） | 北海道苫小牧市             |                |
| 14             | 日本の旗           | 大澤勇斗             | 右             | 1993年10月3日（31歳）  | 北海道苫小牧市             |                |
| 20             | 日本の旗           | 石井秀人             | 右             | 1997年10月27日（27歳） | 神奈川県相模原市           |                |
| 21             | 日本の旗           | 杉本華唯             | 右             | 1999年4月20日（26歳）  | 青森県八戸市               |                |
| 26             | 日本の旗           | 権平優斗             | 右             | 2000年4月20日（25歳）  | 北海道釧路市               |                |
| 51             | 日本の旗           | 濱島尚人             | 左             | 1985年5月30日（39歳）  | 北海道苫小牧市             |                |
| 61             | 日本の旗           | 鈴木ロイ             | 左             | 1996年4月15日（29歳）  | 東京都世田谷区             |                |
| 87             | 日本の旗           | 茂木慎之介           | 右             | 1997年8月7日（27歳）   | 東京都墨田区               |                |
| 97             | 日本の旗           | 池田涼希             | 右             | 1997年7月23日（27歳）  | 北海道札幌市               |                |

## スポンサー企業
2020年11月19日時点　参照元：https://grits-sport.com/team
- VASALLO
- 株式会社 大香
- 株式会社 ワンフラット
- チアポン
- 株式会社 テレサイト
- 酒どころ＆薬膳火鍋　ダイニングバー扉
- CROSS OVER 【クロスオーバー】
- 株式会社 VIVID
- トレッサ横浜
- 株式会社 ガトーよこはま
- 株式会社 アビータス
- 株式会社 エコテック
- エコプロコート株式会社
- 株式会社 GATHER
- AfriMedico
- チャイナホッケーグループ（CHG）
- cmapper
- debual
- 株式会社 稲ノ部
- 株式会社 Japan Asset Management
- 株式会社 Peace Factory
- Tokyo IceHockey Channel
- 株式会社 ventus
- 合同会社 アルベイム
- コーザイ株式会社
- スパルタ英会話
- Spportunity
- 株式会社 フリッジ
- 有限会社 ピー・ピー・エス
- 居酒屋 浜の牡蠣小屋
- リカポート蔵家
- 神子整体院
- 山海楼
- ミコヤ香商
- 岩井の胡麻油

## GRITS TOPAZ

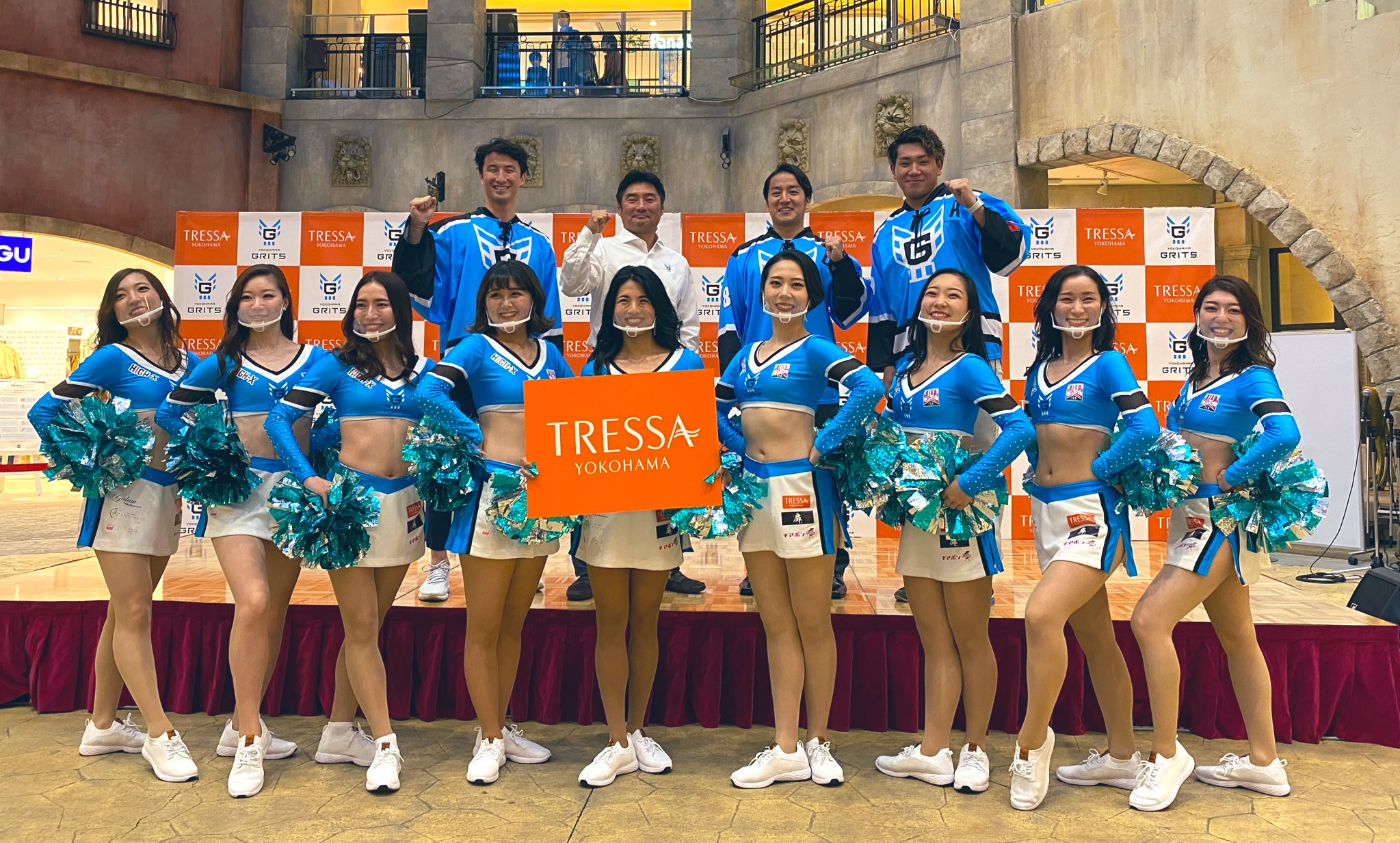
トレッサ横浜にて出陣式（フォトセッション）

「GRITS TOPAZ」は、横浜GRITSオフィシャルチアリーダーズ。チーム名「TOPAZ（トパーズ）」は11月の誕生石。所属先は株式会社NEXT FLOW。ディレクターは「World　Cheerleading　University　Championship　2015　Pom部門」1位などの受賞歴を誇る大嶋夏実が務める。

### メンバー
※2020年11月19日現在
- 長谷川 万紘 (@MahiroHasegawa2) - X（旧Twitter）
- 小野 一美 (@hitomi01cheer) - X（旧Twitter）
- 下岡 茉梨萌 (@11_mrm_21) - X（旧Twitter）
- 高山 奈那 (@nana7cheer) - X（旧Twitter）
- 岩橋 綾音 (@ayanecheer2525) - X（旧Twitter）
- 金子 帆乃香 (@KanekoHonoka) - X（旧Twitter）
- 大熊 萌野香 (@honocheertweet) - X（旧Twitter）
- 田中 真由 (@mayucheergrits) - X（旧Twitter）
- 山田 幸奈 (@konacheertopaz) - X（旧Twitter）
- 森 咲季 (@sak1_cheer) - X（旧Twitter）

### ディレクター
- 大嶋 夏実 (@Natsumi_iris723) - X（旧Twitter）